# Endoskopija
Endoskopija (gledajući unutra) je procedura koja se koristi u medicini za gledanje unutar tela. Endoskopska procedura koristi endoskop za pregled unutrašnjosti šupljeg organa ili telesne šupljine. Za razliku od mnogih drugih tehnika medicinskih snimanja, endoskopi se ubacuju direktno u organ.
Postoji mnogo vrsta endoskopa. U zavisnosti od mesta u telu i vrste zahvata, endoskopiju može obaviti lekar ili hirurg. Pacijent može biti potpuno svestan ili anesteziran tokom postupka. Najčešće se termin endoskopija koristi za pregledanje gornjeg dela gastrointestinalnog trakta, što je poznato kao ezofagogastroduodenoskopija. Za nemedicinsku upotrebu, slični instrumenti se nazivaju boreskopi.
Samoosvetljeni endoskop razvijen je u Kraljevskoj ambulanti u Glazgovu u Škotskoj (jednoj od prvih bolnica koja je napajala električna mreža) 1894/5 u departmanu doktora Džona Makintira u okviru njegove specijalizacije za istraživanja grkljana.

## Medicinske upotrebe
Endoskopija se može koristiti za ispitivanje simptoma u probavnom sistemu, uključujući mučninu, povraćanje, bol u trbuhu, otežano gutanje i gastrointestinalno krvarenje. Takođe se koristi u dijagnostici, najčešće za vršenje biopsije radi provere stanja poput anemije, krvarenja, upale i karcinoma digestivnog sistema. Postupak se takođe može koristiti za lečenje poput kauterizacije krvarećeg krvnog suda, širenja uskog jednjaka, odsecanja polipa ili uklanjanja stranog predmeta.
Namenske profesionalne organizacije koje su specijalizovane za probavne tegobe savetuju da mnogi pacijenti sa Baretovim jednjakom prečesto primaju endoskopije. Takva društva preporučuju da pacijenti sa Baretovim jednjakom i bez simptoma raka posle dve biopsije primaju biopsije kako je naznačeno i ne češće od preporučene stope.

## Istorija
Prvi endoskop razvio je 1806. Filip Bozini u Majncu svojim uvođenjem „Lihtlајteraa” (svetlosnog provodnika) „za ispitivanje kanala i šupljina ljudskog tela”. Međutim, Bečko medicinsko društvo nije prihvatilo takvu novinu. Prvi koji je koristio endoskop u uspešnoj operaciji bio je Antonen Žan Dezormo čiji je izum bio najsavremeniji pre pronalaska električne energije.
Upotreba električne svetlosti bila je značajan korak u poboljšanju endoskopije. Prva takva svetla bila su spoljna, iako dovoljno moćna u osvetljavanju da omoguće cistoskopiju, histeroskopiju i sigmoidoskopiju, kao i za pregled nosnih (a kasnije i torakalnih) šupljina, poput onih koje je Ser Fransis Kruz rutinski obavljao kod ljudskih pacijenata (koristeći sopstveni komercijalno dostupan endoskop) do 1865. u bolnici Mater Miserikordi iz Dablina, Irska. Kasnije su postale dostupne manje sijalice koje su omogućile unutrašnju svetlost, na primer, u histeroskopu Ćarlesa Dejvida 1908. godine.
Hans Kristian Jakobaus se smatra zaslužnim za prvu veliku objavljenu seriju endoskopskih istraživanja trbuha i grudnog koša laparoskopijom (1912) i torakoskopijom (1910), mada je prvi prijavljeni torakoskopski pregled kod čoveka isto tako obavio Kruz.
Hajnc Kalk je koristio laparoskopiju u dijagnostici bolesti jetre i žučne kese u tridesetim godinama 20. veka. Houp je izvestio 1937. godine o upotrebi laparoskopije za dijagnozu ektopične trudnoće. Godine 1944, Raul Palmer je svoje pacijente postavio u Trendelenburgov položaj nakon gasne distenzije trbuha i na taj način je mogao pouzdano da izvrši ginekološku laparoskopiju.

### Vulf and Storz
Georg Vulf (1873–1938), berlinski proizvođač krutih endoskopa, osnovan 1906, proizveo je Susmannov fleksibilni gastroskop 1911. godine. Karl Storz počeo je sa proizvodnjom instrumenata za ENT specijaliste 1945. godine preko svoje firme, Karl Storz GmbH.

## Literatura
- Süptitz, Wenko; Heimes, Sophie (2016-05-15). 9781510622678/10.1117/3.2507083 Photonics: Technical Applications of Light Проверите вредност параметра |url= (помоћ). ISBN 978-1-5106-2267-8. doi:10.1117/3.2507083.
- „Medical Definition of Endoscope”. Medicinenet.com. Архивирано из оригинала 12. 03. 2016. г. Приступљено 11. 8. 2017.
- Bozzini, Philipp (1806). „Lichtleiter, eine Erfindung zur Anschauung innerer Teile und Krankheiten, nebst der Abbildung” [Light conductor, an invention for examining internal parts and diseases, together with illustrations]. Journal der Practischen Arzneykunde und Wundarzneykunst (на језику: немачки). 24: 107—24.
- Yamada, Tadataka (2009-01-22). Atlas of Gastroenterology. John Wiley & Sons. ISBN 978-1-4443-0342-1.
- „Desormeaux, Antonin Jean”. EAU European Museum of Urology (на језику: енглески). Приступљено 2022-06-29.
- Janssen, Diederik F (2021-05-17). „Who named and built the Désormeaux endoscope? The case of unacknowledged opticians Charles and Arthur Chevalier”. Journal of Medical Biography (на језику: енглески). 29 (3): 176—179. ISSN 0967-7720. doi:10.1177/09677720211018975.
- Gupta S, Lieberman D, Anderson JC, Burke CA, Dominitz JA, Kaltenbach T,  . (март 2020). „Recommendations for Follow-Up After Colonoscopy and Polypectomy: A Consensus Update by the US Multi-Society Task Force on Colorectal Cancer”. Gastroenterology. 158 (4): 1131—1153.e5. PMC 7672705 . PMID 32044092. doi:10.1053/j.gastro.2019.10.026.
- Gupta S, Lieberman D, Anderson JC, Burke CA, Dominitz JA, Kaltenbach T,  . (март 2020). „Recommendations for Follow-Up After Colonoscopy and Polypectomy: A Consensus Update by the US Multi-Society Task Force on Colorectal Cancer”. Am J Gastroenterol. 115 (3): 415—434. PMC 7393611 . PMID 32039982. doi:10.14309/ajg.0000000000000544.
- Caniggia A, Nuti R, Lore F, Martini G, Turchetti V, Righi G (април 1990). „Long-term treatment with calcitriol in postmenopausal osteoporosis”. Metabolism. 39 (4 Suppl 1): 43—9. JSTOR 25204557. PMC 2325571 . PMID 2325571. doi:10.1136/bmj.1.223.345.
- Shawki, Osama; Deshmukh, Sushma; Pacheco, Luis Alonso (2017). Mastering the Techniques in Hysteroscopy. Jaypee Brothers Medical Publishers. ISBN 978-93-86150-49-3.
- Litynski GS (1997). „Laparoscopy—the early attempts: spotlighting Georg Kelling and Hans Christian Jacobaeus”. JSLS. 1 (1): 83—5. PMC 3015224 . PMID 9876654.
- Gordon, Samuel (2014). „Art. VIII.—Clinical reports of rare cases, occurring in the Whitworth and Hardwicke Hospitals”. Dublin Quarterly Journal of Medical Science. 41 (1): 83—99. doi:10.1007/BF02946459.

## Spoljašnje veze
|  | Molimo Vas, obratite pažnju na važno upozorenje u vezi sa temama iz oblasti medicine (zdravlja). |